# 富山市八尾化石資料館
富山市八尾化石資料館（とやましやつおかせきしりょうかん）は、富山県富山市八尾町桐谷地区に2004年（平成16年）に開館した博物館。富山県内唯一の化石専門資料館である。「海韻館」の愛称をもつ。
2025年（令和7年）3月をもって閉館することになった。

## 歴史
富山市八尾化石資料館条例に基づき桐谷地区周辺で採取された貴重な貝類化石等を保存、展示する施設として、八尾町教育委員会（当時）と富山県古生物研究会の連携により2004年4月15日に開館した。建物は木造2階建て、総床面積690平方メートルで、二枚貝や巻貝中心の化石展示館として開設された。
運営の効率化のため、2011年度から冬季期間を休業とし、2014年度からはゴールデンウイークと夏休みの年間60日の開館とした（冬季を除き化石の学習目的での団体向けの臨時開館は実施）。しかし、来館者の増加が見込めないとして2025年3月をもって閉館することになった（2024年度の開館は2024年8月末で終了）。建物や化石資料1千点は富山市科学博物館に移管される。